# Soñar (Lugo)
Soñar (llamada oficialmente San Pedro de Soñar) es una parroquia y una aldea española del municipio de Lugo, en la provincia de Lugo, Galicia.

## Organización territorial
La parroquia está formada por nueve entidades de población:
- Campa da Barra (A Campa da Barra)
- Campiñas (As Campiñas)
- Carballal (O Carballal)
- Fonte do Mouro (A Fonte do Mouro)
- Peiteiros
- Reboredo
- Soñar
- Soñariño
- Torre (A Torre)

## Demografía

### Parroquia
| Gráfica de evolución demográfica de Soñar (parroquia) entre 2000 y 2020 |
|                                                                         |
| Datos según el nomenclátor publicado por el INE.                        |

### Aldea
| Gráfica de evolución demográfica de Soñar (aldea) entre 2000 y 2020 |
|                                                                     |
| Datos según el nomenclátor publicado por el INE.                    |